# Pedal Rock Band

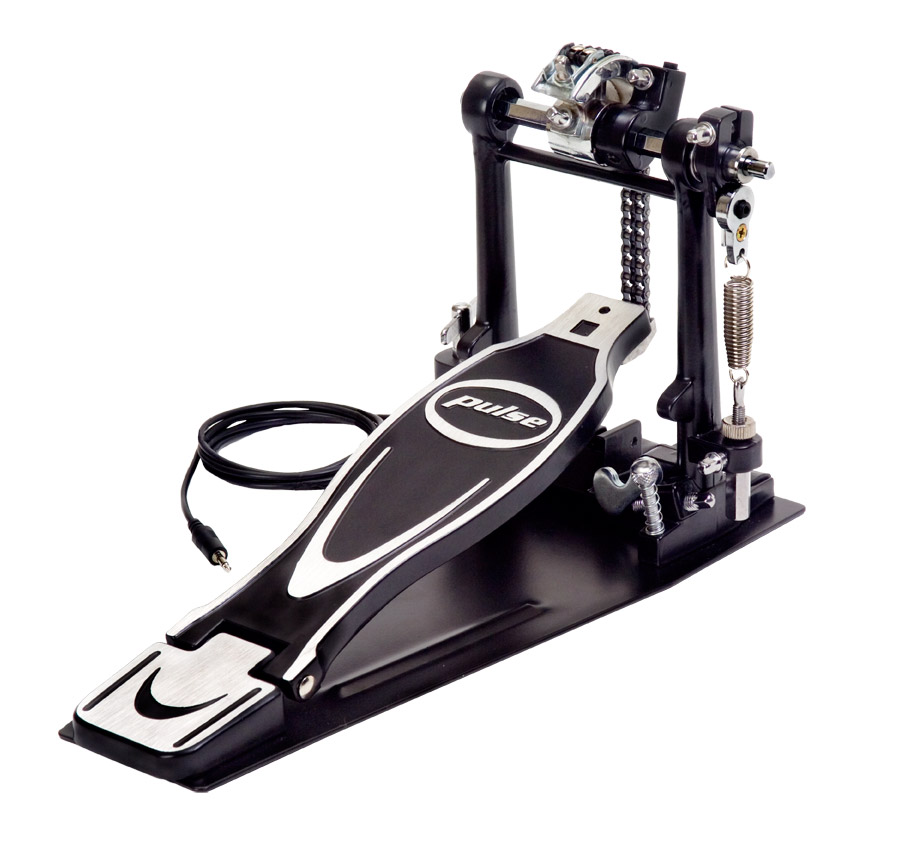
Pedal de Rock Band

Pedal Rock Band es una extensión third party de un pedal de tambor para el videojuego Rock Band, así como de la segunda versión de ese juego. El producto también trabaja con el Drum Rocker ION con un adaptador aplicado por separado. El pedal pretende ser un sustituto adecuado para el pedal incluido, que muchos jugadores encuentran es de baja calidad.

## Presentación
Pedal Rock Band está hecho de un pedal real del tambor, combinado con un interruptor magnético. Debido a que el interruptor está sin contacto, el producto tiene una longevidad mayor que algunos otros productos.[cita requerida]

## Recepción de la crítica
Pedal Rock Band ha reunido una recepción positiva por parte de la comunidad de Rock Band. Cena de Rock Gamer's Cena, un crítico muy respetado de accesorios de Rock Band, evalúo el pedal positivamente el 5 de junio de 2008. El 23 de septiembre de 2008, Ars Technica publicó una revisión en profundidad del Pedal Rock Band, comparándolo con el popular Omega Pedal. El comenta, "el pedal Rock Band se siente más profesional que el Omega Pedal."

## Alternativas
Hay muchos otros pedales de tambor para Rock Band:
- Omega Pedal.
- Destroyer Pedal.
- Pedal incluido en Rock Band.